# Sarcophyton stolidotum
Sarcophyton stolidotum is een zachte koraalsoort uit de familie Alcyoniidae. De koraalsoort komt uit het geslacht Sarcophyton. Sarcophyton stolidotum werd in 1971 voor het eerst wetenschappelijk beschreven door Verseveldt. 